# Otto Müller (Ringer)
Otto Müller (* 21. Juni 1899; † nach 1947) war ein Schweizer Ringer.

## Biografie
Otto Müller gewann bei den Olympischen Sommerspielen 1924 die Bronzemedaille im Weltergewicht des Freistilringens.